# Guyancourt
Guyancourt è un comune francese di 28 731 abitanti situato nel dipartimento degli Yvelines nella regione dell'Île-de-France. La città è sede di Osservatorio di Versailles Saint Quentin en Yvelines.

## Storia

### Simboli
Lo stemma civico di Guyancourt si blasona:
Il giglio ricorda che la parrocchia faceva parte dei domini reali. Gli anelli sono simbolo dei signori di Guyancourt. Il castoro (bièvre in francese antico) è legato ad una leggenda che narra come l'animale abbia dato il suo nome alla Bièvre. Le ciliegie fanno riferimento alla canzone Le Temps des cerises composta da Jean-Baptiste Clément in memoria della Comune di Parigi, quando alcuni comunardi vennero fucilati nel bosco di Satory.

## Società

### Evoluzione demografica
Abitanti censiti